# Vjekoslav Čičko
Vjekoslav Čičko, hrvatski automobilist iz Zagreba. Natječe se vozeći u prototipu Fiata 500. Član AK Buzet Autosport i AK INA Delta. Na automobilističkim natjecanjima zauzimao mjesta na postoljima. Uspješan na Nagradi Tar-Vabrige. Pobjeđivao na utrkama prvenstva Hrvatske u vožnjama na kronometar na Grobniku ( Nagrada RI Autosporta 2016.) i u Taru. Bio je prvak Hrvatske u vožnji na kronometar 2015. i 2016. godine i bio je prvi hrvatski vozač koji je obranio naslov prvaka. S dva naslova približio se trećem čijim osvajanjem stječe prestižnu nagradu Zlatni volan HAKS-a. Godine 2018. bio je prvi u ukupnom poretku HAKS-ova kupa Formule driver u klasi 7, od čega je dvaput pobijedio, jednom bio drugi i jednom treći.